# Jan Pogány
Jan Pogány(ur. 23 czerwca 1960 w Kołobrzegu) – polski kompozytor, wiolonczelista, dyrygent oraz artysta malarz. W latach 1986–1995 mieszkał w Monachium.

## Życiorys
Naukę muzyki rozpoczął w klasie fortepianu pod kierunkiem Jadwigi Banowicz-Kity w Państwowym Ognisku Muzycznym w Brzegu, a następnie w klasie wiolonczeli Zofii Nowak w Państwowej Szkole Muzycznej I stopnia w Brzegu. 1986–1992 studiował grę na wiolonczeli oraz dyrygenturę w Wyższej Szkole Muzyki i Teatru w Monachium. W latach 1992–1994 kontynuował naukę  pod kierunkiem słynnego dyrygenta Sergiu Celibidache i wiolonczelisty Harveya Shapiro profesora Juilliard School w Nowym Jorku. Przed wyjazdem na studia do Niemiec w latach 1982–1986 uczył się w Akademii Muzycznej we Wrocławiu, a jego profesorami byli m.in.wybitni dyrygenci  Stanisław Krukowski, Marek Tracz i wiolonczelistka Grażyna Ciołek. Pierwszą pracę zawodową jako wiolonczelista podjął w Teatrze Kalambur we Wrocławiu, gdzie w latach 1979 - 1981 występował w spektaklu pt."Król malowany" Urszuli Kozioł w reżyserii Bogusława Litwińca. 
Od roku 1983 do 1985 był etatowym wiolonczelistą w Operze Wrocławskiej.
Po zakończonych studiach w Monachium w latach 1995–2000 był koncertmistrzem w grupie wiolonczel w orkiestrze Symphonia Nova w Monachium pod dyrekcją Isabel Mayagoitia. oraz koncertował jako solista. W 1987 zagrał jako wiolonczelista w Filharmonii Monachijskiej koncert dla księcia Karola. W latach 1992–2000 koncertował w duecie z pianistką Urszulą Mitręgą. Od roku 2000 do 2009 zatrudniony był na stanowisku Generalnego Dyrektora Muzycznego w Teatrze Muzycznym w Augsburgu. Po zakończonej edukacji muzycznej studiował  w Akademii Sztuk Pięknych w Monachium w klasie malarstwa prof. Gerharda Merza. Zajmuje się głównie malarstwem olejnym, które podobnie jak jego muzyka, jest delikatnym współbrzmieniem barw z nutą melancholii. Jego obrazy były wystawiane zarówno na wystawach zbiorowych, jak i indywidualnych głównie w Niemczech, Austrii i w Polsce.
W 1998 był założycielem Orkiestry Kameralnej Camerata – Wrocław. Od roku 2001 jest właścicielem Agencji Koncertowej „Presto”. W 2012 przeszedł do drugiego etapu podczas konkursu na stanowisko dyrektora Filharmonii Narodowej w Warszawie (przewodniczącym konkursowej komisji był Krzysztof Penderecki).
Dyrygował podczas koncertów w katedrze Notre Dame w Paryżu i w papieskiej bazylice św. Pawła za Murami w Rzymie, w Koncerthuset duńskiego radia w Kopenhadze oraz w słynnej Herkulessaal w Monachium.
Dokonał nagrań m.in. dla monachijskiego Bayerischer Rundfunk, Sat.1, Polskiego Radia w Szczecinie i Koszalinie. W 2007 Rozgłośnia Telewizji w Madrycie zarejestrowała w jego wykonaniu muzykę Fryderyka Chopina podczas koncertu w klasztorze kartuzów w Valldemossie na Majorce (w miejscu pobytu F. Chopina podczas zimy w latach 1838/39 roku). W 2012 rozpoczął stałą współpracę jako dyrygent z Królewskim Teatrem Operowym w Maskacie, stolicy Omanu. Od 2014 jest dyrektorem generalnym Międzynarodowego Festiwalu im. Johannesa Brahmsa we Wrocławiu oraz od 2010 roku jest organizatorem i dyrygentem tradycyjnej, corocznej Międzynarodowej Gali Sylwestrowej w Auli Leopoldyńskiej we Wrocławiu.

## Nagrody
- 2008 – II nagroda na VI Międzynarodowym Konkursie Kompozytorskim w Torrevieji (Hiszpania) za utwór na orkiestrę symfoniczną.
- 2009 – brązowy medal na Międzynarodowym Konkursie Kompozytorskim w Luxemburgu za utwór Fantazja na skrzypce i orkiestrę.

## Kompozycje
- 2002 – muzyka do serialu kryminalnego "Mit Herz und Handschellen(inne języki)" dla telewizji niemieckiej SAT1.
- 2005 – „Kantata Kołobrzeska” na zamówienie Prezydenta Miasta Kołobrzeg z okazji jubileuszu 750-lecia miasta. Utwór na dwa soprany, tenor, baryton, chór i orkiestrę.
- 2006 – Fantazja d-moll na wiolonczelę i orkiestrę.
- 2007 – Kantata „Głos przeznaczenia” na tenor, skrzypce i orkiestrę.
- 2008 – Opera w trzech aktach „Akrobata”, kompozytor jest także autorem libretta.
- 2008 – „Introdukcja i walc przeznaczenia” na orkiestrę.
- 2009 – Requiem a-moll poświęcone zmarłej w 1996 roku śpiewaczce operowej Antoninie Kaweckiej[16].
- 2009 – Musical „Rejs”.
- 2011 – „Requiem Smoleńsk in memoriam” Prawykonanie odbyło się w Sali Koncertowej Polskiego Radia we Wrocławiu w dniu 8 kwietnia 2011 roku.
- 2011 – Rhapsody of Japan. Utwór na głos tenorowy, chór i orkiestrę.Prawykonanie 24.09.2011 w Auli Leopoldina we Wrocławiu
- 2014 - Oman's Serenade na skrzypce solo i orkiestrę. Światowe prawykonanie 23.05.2014 w Auli Leopoldina we Wrocławiu[17].
- 2018 - Koncert na rożek angielski i orkiestrę. Utwór dedykowany Monice Pietruszewskiej, która była  pierwszą wykonawczynią partii solowej. Prawykonanie odbyło się w Auli Oratorium Marianum we Wrocławiu[18].